# Cnemaspis ornata
Cnemaspis ornata este o specie de șopârle din genul Cnemaspis, familia Gekkonidae, descrisă de Beddome 1870. Conform Catalogue of Life specia Cnemaspis ornata nu are subspecii cunoscute.